# Studio Vitus

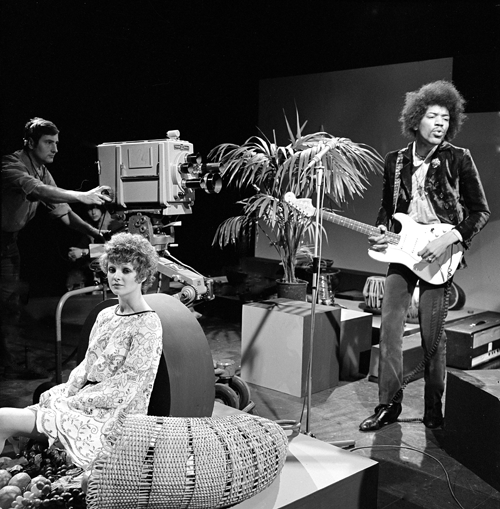
Enige Nederlandse tv-optreden van Jimi Hendrix in het programma Hoepla in Studio Vitus, 1967

Studio Vitus was een televisiestudio van de Nederlandse Televisie Stichting (NTS) in Bussum, en later de Nederlandse Omroep Stichting.

## Historie

### Oorspronkelijk van verenigingsgebouw
Oorspronkelijk was het een verenigingsgebouw van de rooms-katholieke kerk aan de Vitusstraat. De eerstesteenlegging van het gebouw vond plaats op 17 april 1913  en werd op 29 september 1913 in gebruik genomen.  Gebouw Vitus had behalve een grote zaal met ongeveer 500 zitplaatsen voor onder andere vergaderingen, film en toneel, meerdere kleinere vergaderruimten die ook konden worden gehuurd.

### Start studio in 1951
Op 2 oktober 1951 werd de televisie in Nederland geïntroduceerd. De NTS was kort daarna al op zoek naar een grotere televisiestudio in Bussum om Studio Irene te ontlasten, vooral wegens de zendtijduitbreiding na de experimentele periode.
Op 7 maart 1952 werd er voor het eerst met succes een experimentele televisie-uitzending verzorgd door de AVRO vanuit het Vitusgebouw.
De NTS maakte in juli 1953 bekend dat de regering geen bezwaar had tegen de permanente huur van het Vitusgebouw. Nadat de tweede televisienota ingediend werd bij de Tweede Kamer, kwam er per januari 1954 geld beschikbaar voor de huur en inrichting van het gebouw als televisiestudio.
Na een eerste verbouwing werd het gebouw op 27 december 1954 provisorisch als tweede tv-studio in gebruik genomen. Op 16 november 1955 werd de studio officieel in gebruik gesteld.
De studio werd in de loop der jaren continu uitgebreid, onder meer met een extra etage en naast gelegen gebouwen. Vanuit de studio werd onder andere het NTS-journaal (later het NOS-journaal) uitgezonden.

### Brand in 1971

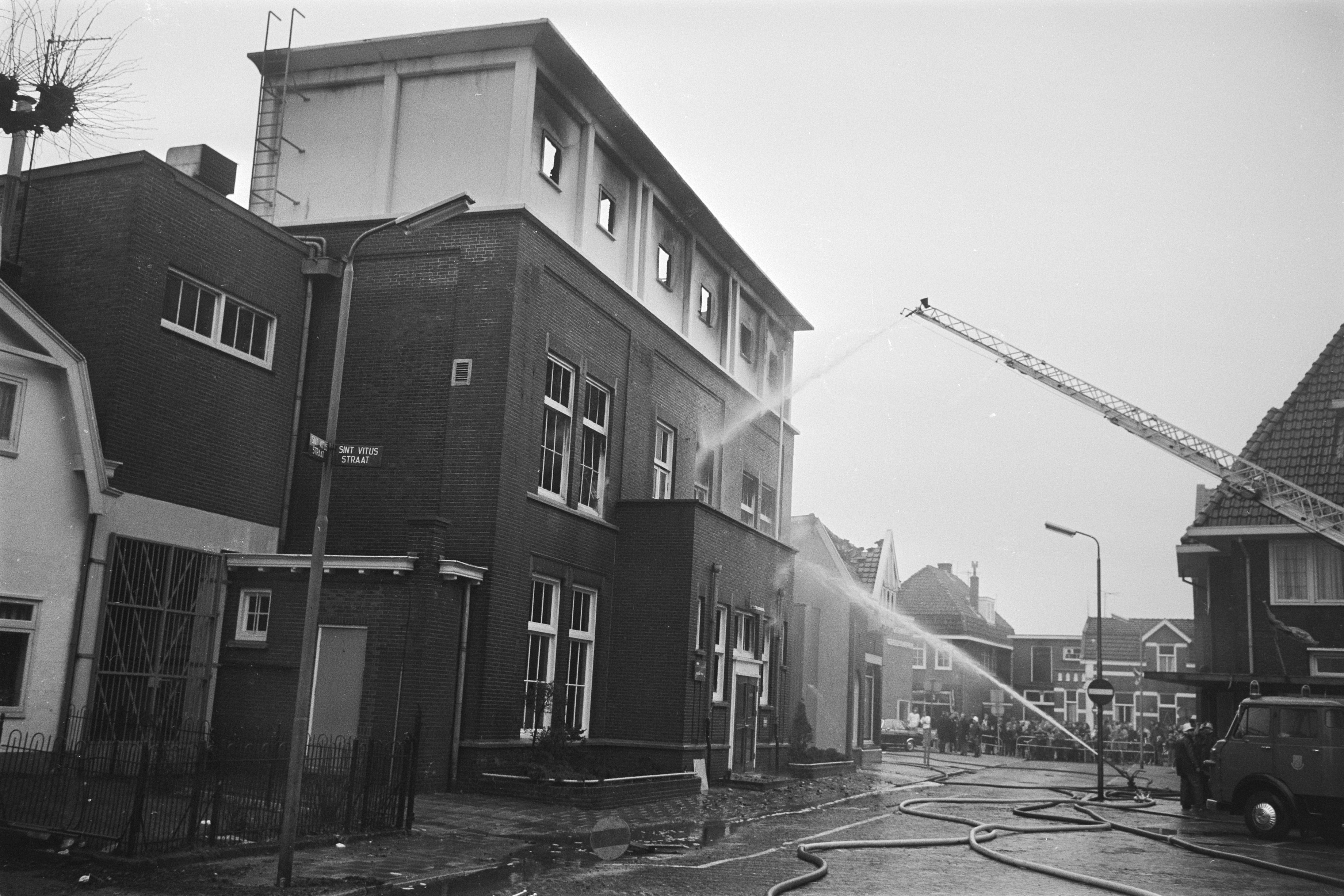
Voorgevel van Studio Vitus staat op instorten (22 maart 1971)

Het Vitusgebouw werd in de nacht van 21 op 22 maart 1971 door brand verwoest.